# Brachymeria globata
Brachymeria globata är en stekelart som beskrevs av Wallace A. Steffan 1954. Brachymeria globata ingår i släktet Brachymeria och familjen bredlårsteklar.
Artens utbredningsområde är:
- Kamerun.
- Senegal.

Inga underarter finns listade.